# Amos Degani
Amos Degani (hebrejsky: עמוס דגני, narozen 23. května 1926 – 28. července 2012) byl izraelský politik a poslanec Knesetu za strany Mapaj, Rafi, Izraelská strana práce a opět Ma'arach.

## Biografie
Narodil se v Tel Avivu. Vystudoval veřejnou správu na Hebrejské univerzitě.

## Politická dráha
Angažoval se hnutí Ha-No'ar ha-oved ve-ha-lomed a v roce 1942 se stal členem jeho sekretariátu. Zasedal také v sekretariátu mošavového hnutí. Působil jako instruktor v přistěhovaleckém mošavu v Negevu. Od roku 1944 byl členem strany Mapaj, v roce 1965 se podílel na založení nové strany Rafi, byl členem jejího ústředního výboru a sekretariátu.
V izraelském parlamentu zasedl poprvé po volbách v roce 1955, do nichž šel za Mapaj. Mandát získal až dodatečně, v prosinci 1957, jako náhradník. Byl členem parlamentního výboru pro ústavu, právo a spravedlnost, výboru pro ekonomické záležitosti a výboru pro záležitosti vnitra. Za Mapaj mandát obhájil ve volbách v roce 1959. Byl členem výboru pro ekonomické záležitosti a výboru pro záležitosti vnitra. Na kandidátce Mapaj se do Knesetu dostal i po volbách v roce 1961. Během funkčního období ale přešel do nové strany Rafi. Zasedal jako člen ve výboru pro ekonomické záležitosti, finančním výboru a výboru pro záležitosti vnitra. Úspěšně za Rafi kandidoval ve volbách v roce 1965. Mandát získal až dodatečně, v prosinci 1965, jako náhradník poté, co rezignoval poslanec Cvi Cur. Během funkčního období se dočasně spojil se Stranou práce, pak přešel pod levicovou formaci Ma'arach. Zastával funkci člena výboru pro ekonomické záležitosti, výboru pro ústavu, právo a spravedlnost, výboru House Committee a výboru finančního. Ve volbách v roce 1969 mandát neobhájil.
V letech 1970–1975 zasedal v koordinačním výboru odborové centrály Histadrut se zodpovědností za družstevní podniky Chevrat Ovdim. V letech 1975–1995 byl starostou Oblastní rady Emek Chefer.